# أسامة أبو طعيمة
أسامة أبو طعيمة لاعب كرة قدم أردني، يلعب في مركز الوسط لصالح نادي اليرموك.